# La Chapelle-sur-Furieuse
Pour les articles homonymes, voir La Chapelle et Furieuse (homonymie).
La Chapelle-sur-Furieuse est une commune française située dans le département du Jura, dans la région culturelle et historique de Franche-Comté et la région administrative Bourgogne-Franche-Comté. Jusqu'en 1933, la commune s'appelait simplement La Chapelle.

## Géographie
La Chapelle-sur-Furieuse est situé au nord de Salins-les-Bains. La commune est la dernière, avant la confluence à Rennes-sur-Loue avec la Loue, traversée du sud vers le nord par la rivière la Furieuse.

### Climat
Pour des articles plus généraux, voir Climat de la Bourgogne-Franche-Comté et Climat du département du Jura.
En 2010, le climat de la commune est de type climat de montagne, selon une étude du Centre national de la recherche scientifique s'appuyant sur une série de données couvrant la période 1971-2000. En 2020, Météo-France publie une typologie des climats de la France métropolitaine dans laquelle la commune est exposée à un climat semi-continental et est dans la région climatique  Jura, caractérisée par une forte pluviométrie en toutes saisons (1 000 à 1 500 mm/an), des hivers rigoureux et un ensoleillement médiocre. 
Pour la période 1971-2000, la température annuelle moyenne est de 10,9 °C, avec une amplitude thermique annuelle de 17,3 °C. Le cumul annuel moyen de précipitations est de 1 222 mm, avec 13,9 jours de précipitations en janvier et 9,2 jours en juillet. Pour la période 1991-2020, la température moyenne annuelle observée sur la station météorologique de Météo-France la plus proche, « Arc-et-Senans », sur la commune d'Arc-et-Senans à 7 km à vol d'oiseau, est de 11,7 °C et le cumul annuel moyen de précipitations est de 1 182,8 mm. 
La température maximale relevée sur cette station est de 41,5 °C, atteinte le 13 août 2003 ; la température minimale est de −25 °C, atteinte le 2 janvier 1971,,. 
Les paramètres climatiques de la commune ont été estimés pour le milieu du siècle (2041-2070) selon différents scénarios d'émission de gaz à effet de serre à partir des nouvelles projections climatiques de référence DRIAS-2020. Ils sont consultables sur un site dédié publié par Météo-France en novembre 2022.

## Urbanisme

### Typologie
Au 1er janvier 2024, La Chapelle-sur-Furieuse est catégorisée commune rurale à habitat dispersé, selon la nouvelle grille communale de densité à sept niveaux définie par l'Insee en 2022.
Elle est située hors unité urbaine. Par ailleurs la commune fait partie de l'aire d'attraction de Salins-les-Bains, dont elle est une commune de la couronne,. Cette aire, qui regroupe 14 communes, est catégorisée dans les aires de moins de 50 000 habitants,.

### Occupation des sols
L'occupation des sols de la commune, telle qu'elle ressort de la base de données européenne d’occupation biophysique des sols Corine Land Cover (CLC), est marquée par l'importance des forêts et milieux semi-naturels (57,5 % en 2018), une proportion identique à celle de 1990 (57,5 %). La répartition détaillée en 2018 est la suivante : 
forêts (57,5 %), prairies (25,6 %), zones agricoles hétérogènes (10,8 %), zones urbanisées (5,5 %), terres arables (0,6 %). L'évolution de l’occupation des sols de la commune et de ses infrastructures peut être observée sur les différentes représentations cartographiques du territoire : la carte de Cassini (XVIIIe siècle), la carte d'état-major (1820-1866) et les cartes ou photos aériennes de l'IGN pour la période actuelle (1950 à aujourd'hui).

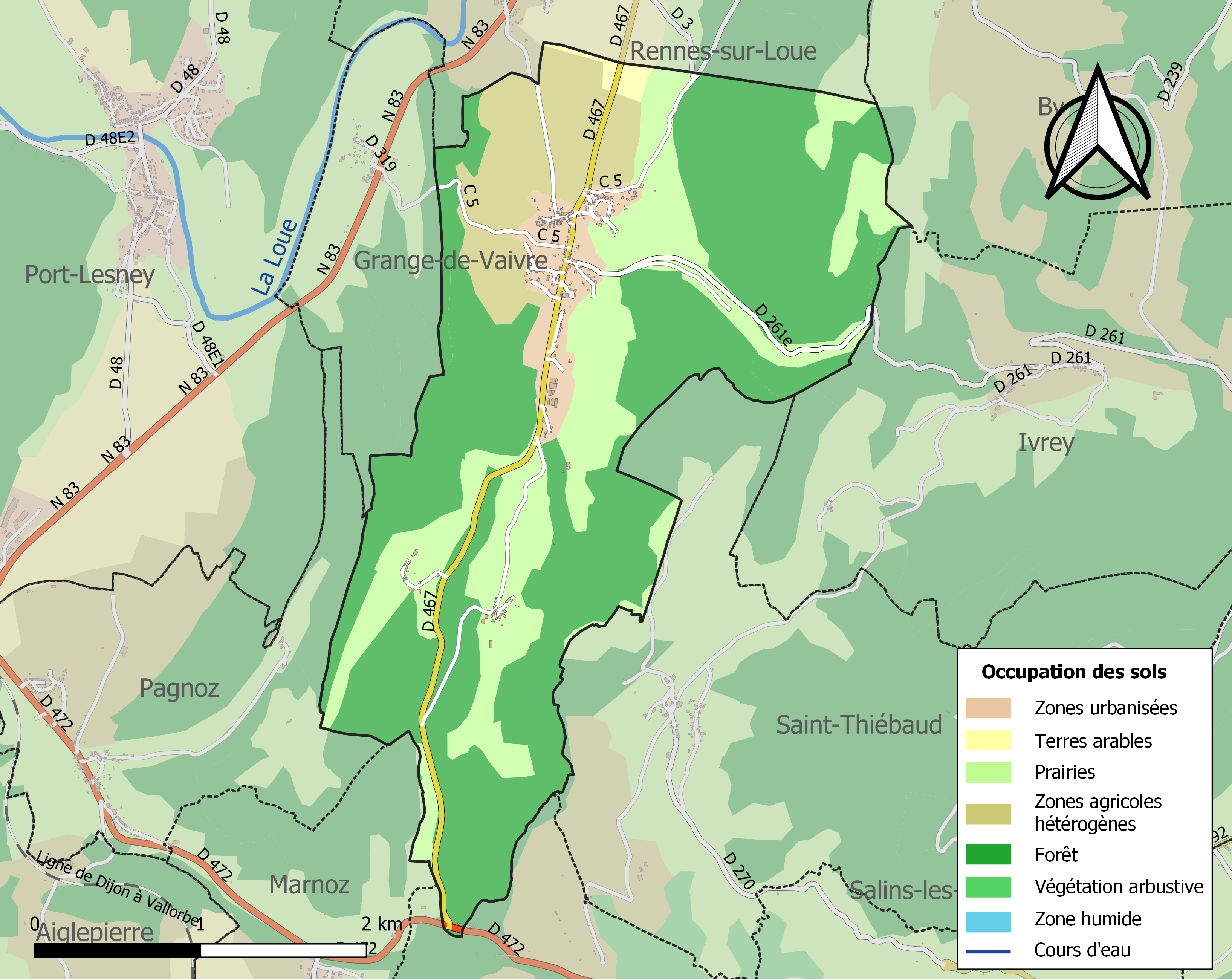
Carte des infrastructures et de l'occupation des sols de la commune en 2018 (CLC).

## Économie
Chaque année, à l'automne, une fête est consacrée à une variété locale de pomme, la Belle fille de Salins,.

## Héraldique
| Blason de Chapelle-sur-Furieuse (La) | Blason  | Écartelé : au 1er d’azur à la lettre capitale N d’or surmontée d’une étoile rayonnante du même, au 2e d’azur à la bande d’or, au 3e de gueules au huchet d’argent, au 4e d’or plain. |
| Blason de Chapelle-sur-Furieuse (La) | Détails | Ancien blason utilisé sur des cartes postales dans les années 1950/60. Jamais officialisé                                                                                            |

## Politique et administration

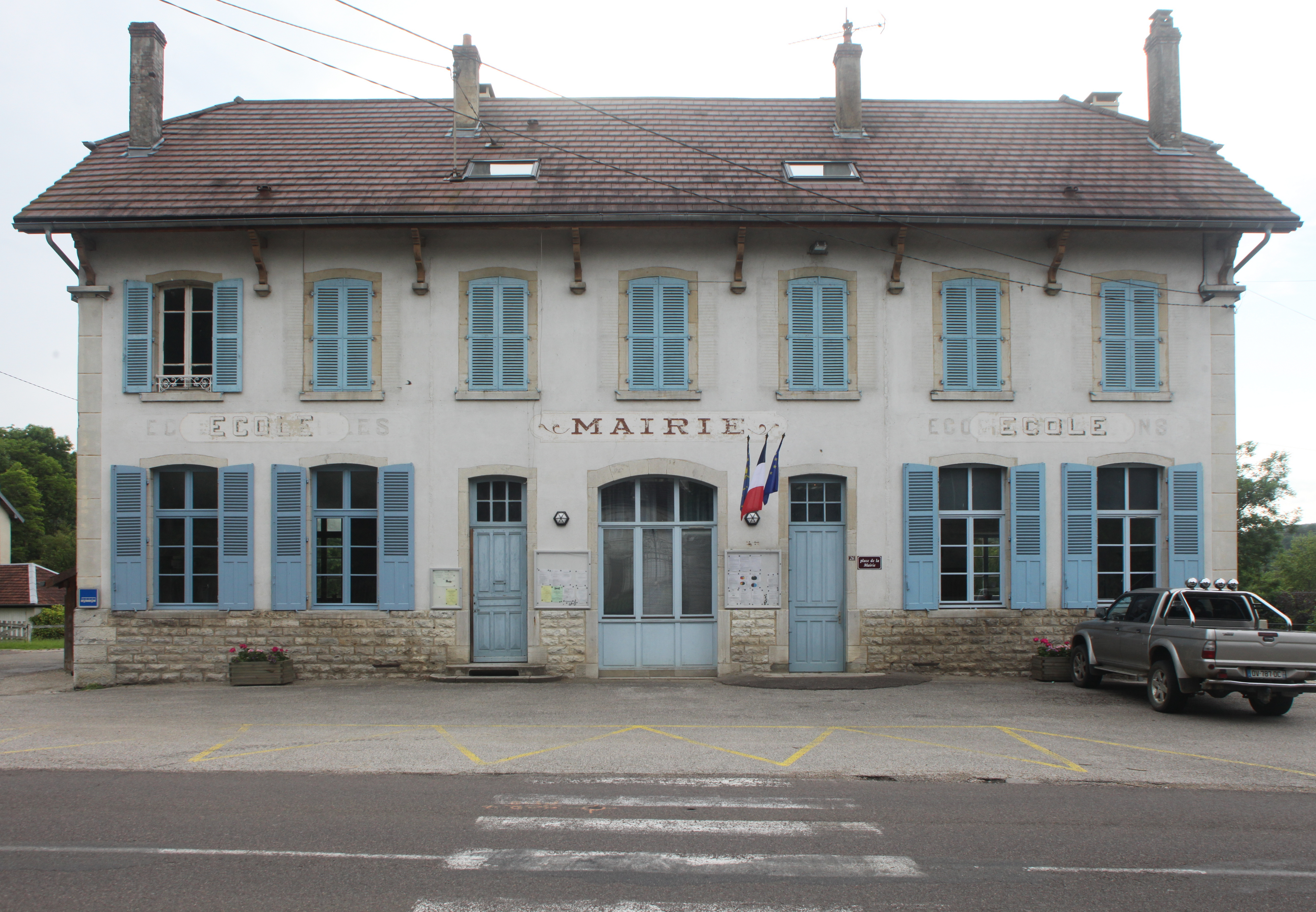
Mairie.

| Période | Période  | Identité            | Étiquette | Qualité             |
| ------- | -------- | ------------------- | --------- | ------------------- |
| 1981    | 2001     | Hubert Guichard     |           | Retraité de la SNCF |
| 2001    | 2008     | Sabine Mazzoleni    | —         |                     |
| 2008    | 2014     | Georges Kovaltchouk | —         |                     |
| 2014    | En cours | Bernard Brunel      | DVD       | Retraité            |

## Démographie
L'évolution du nombre d'habitants est connue à travers les recensements de la population effectués dans la commune depuis 1793. Pour les communes de moins de 10 000 habitants, une enquête de recensement portant sur toute la population est réalisée tous les cinq ans, les populations de référence des années intermédiaires étant quant à elles estimées par interpolation ou extrapolation. Pour la commune, le premier recensement exhaustif entrant dans le cadre du nouveau dispositif a été réalisé en 2008.

En 2022, la commune comptait 299 habitants, en évolution de −5,97 % par rapport à 2016 (Jura : −0,81 %, France hors Mayotte : +2,11 %).
| 1793 | 1800 | 1806 | 1821 | 1831 | 1836 | 1841 | 1846 | 1851 |
| ---- | ---- | ---- | ---- | ---- | ---- | ---- | ---- | ---- |
| 419  | 406  | 397  | 455  | 674  | 679  | 642  | 656  | 678  |

| 1856 | 1861 | 1866 | 1872 | 1876 | 1881 | 1886 | 1891 | 1896 |
| ---- | ---- | ---- | ---- | ---- | ---- | ---- | ---- | ---- |
| 634  | 564  | 578  | 480  | 453  | 448  | 460  | 440  | 409  |

| 1901 | 1906 | 1911 | 1921 | 1926 | 1931 | 1936 | 1946 | 1954 |
| ---- | ---- | ---- | ---- | ---- | ---- | ---- | ---- | ---- |
| 360  | 369  | 352  | 337  | 333  | 304  | 282  | 265  | 292  |

| 1962 | 1968 | 1975 | 1982 | 1990 | 1999 | 2006 | 2008 | 2013 |
| ---- | ---- | ---- | ---- | ---- | ---- | ---- | ---- | ---- |
| 241  | 222  | 200  | 224  | 254  | 286  | 312  | 320  | 327  |

| 2018 | 2022 | - | - | - | - | - | - | - |
| ---- | ---- | - | - | - | - | - | - | - |
| 311  | 299  | - | - | - | - | - | - | - |

## Lieux et monuments

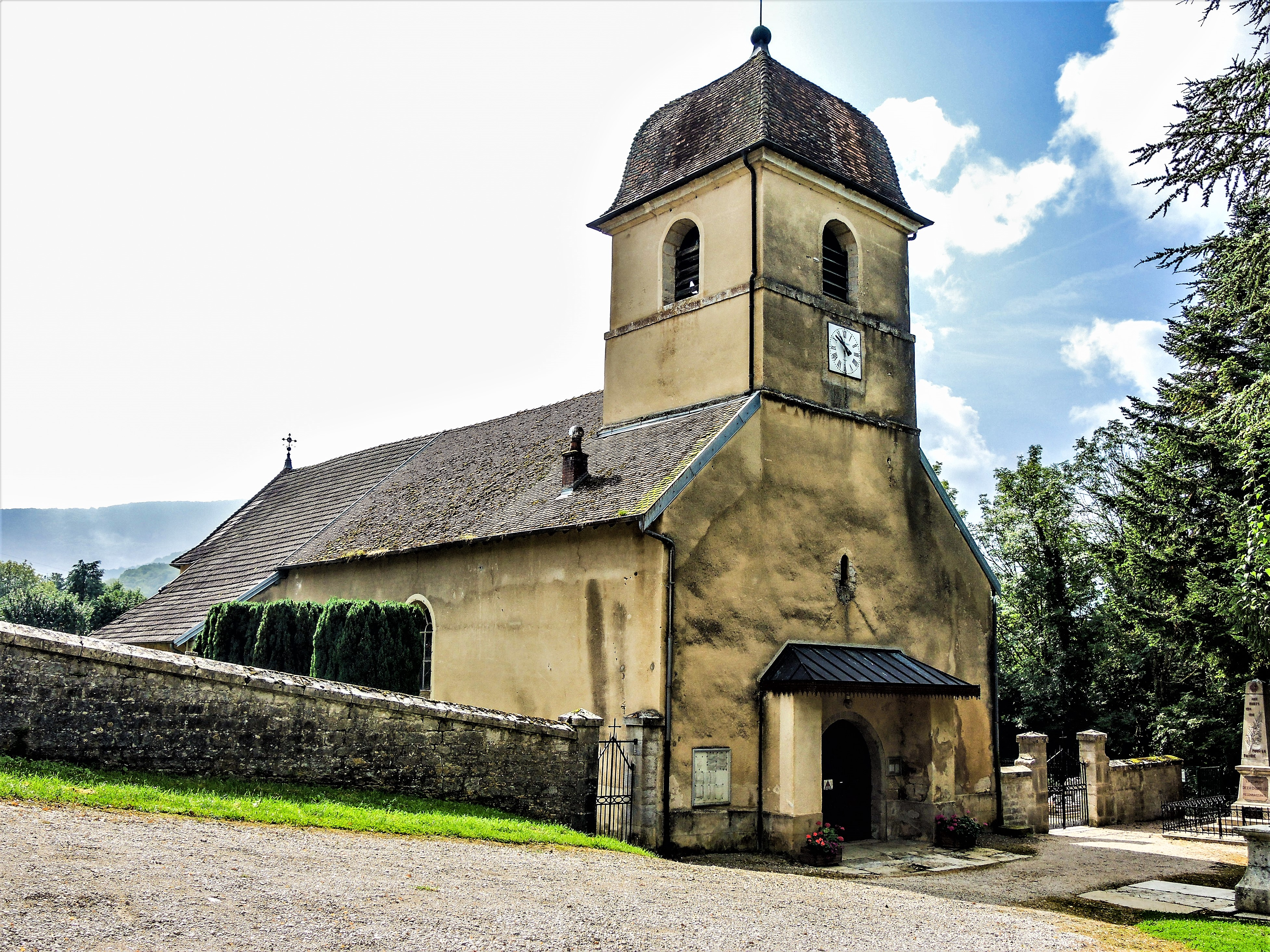
Église Saint-Pierre.
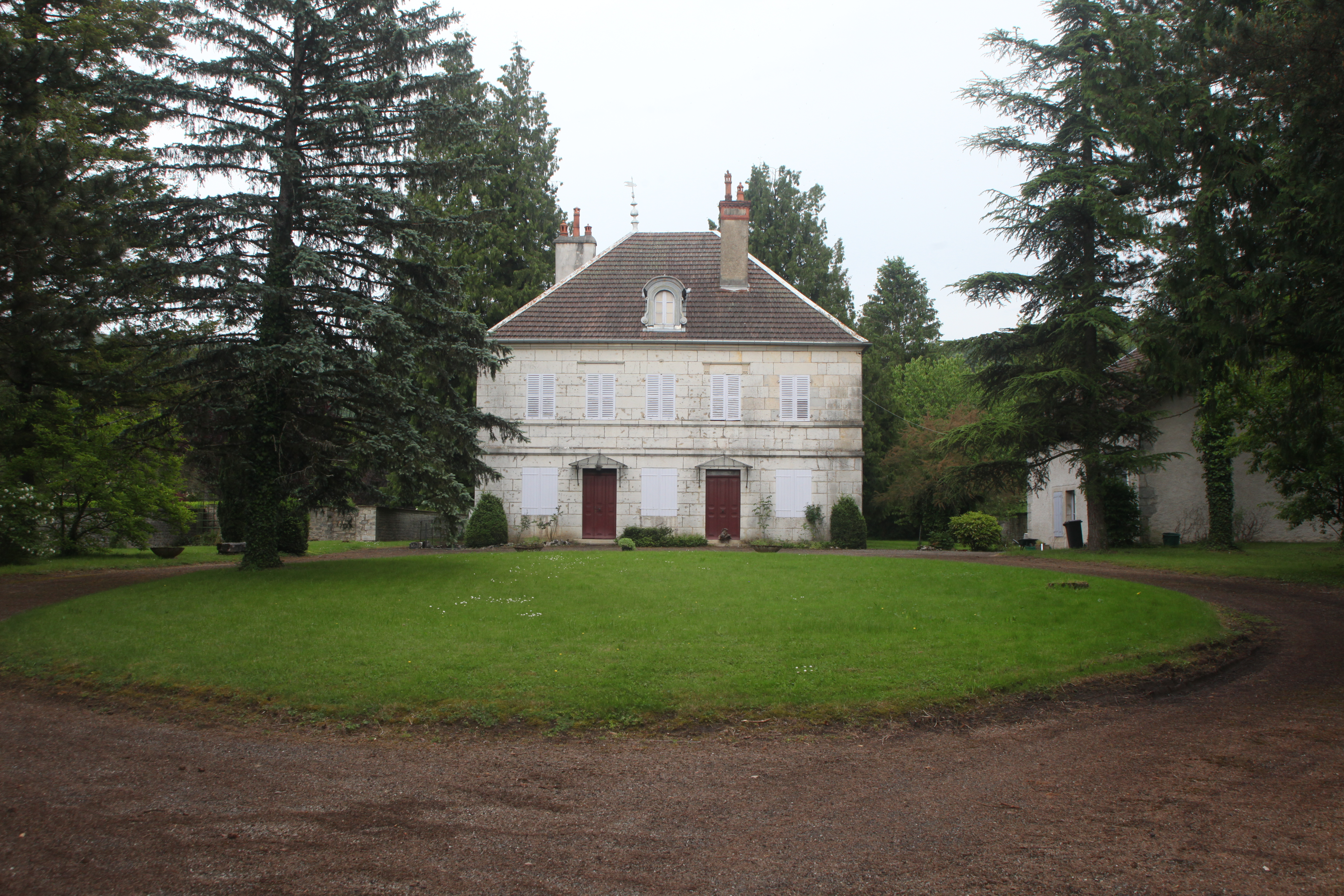
Manoir.
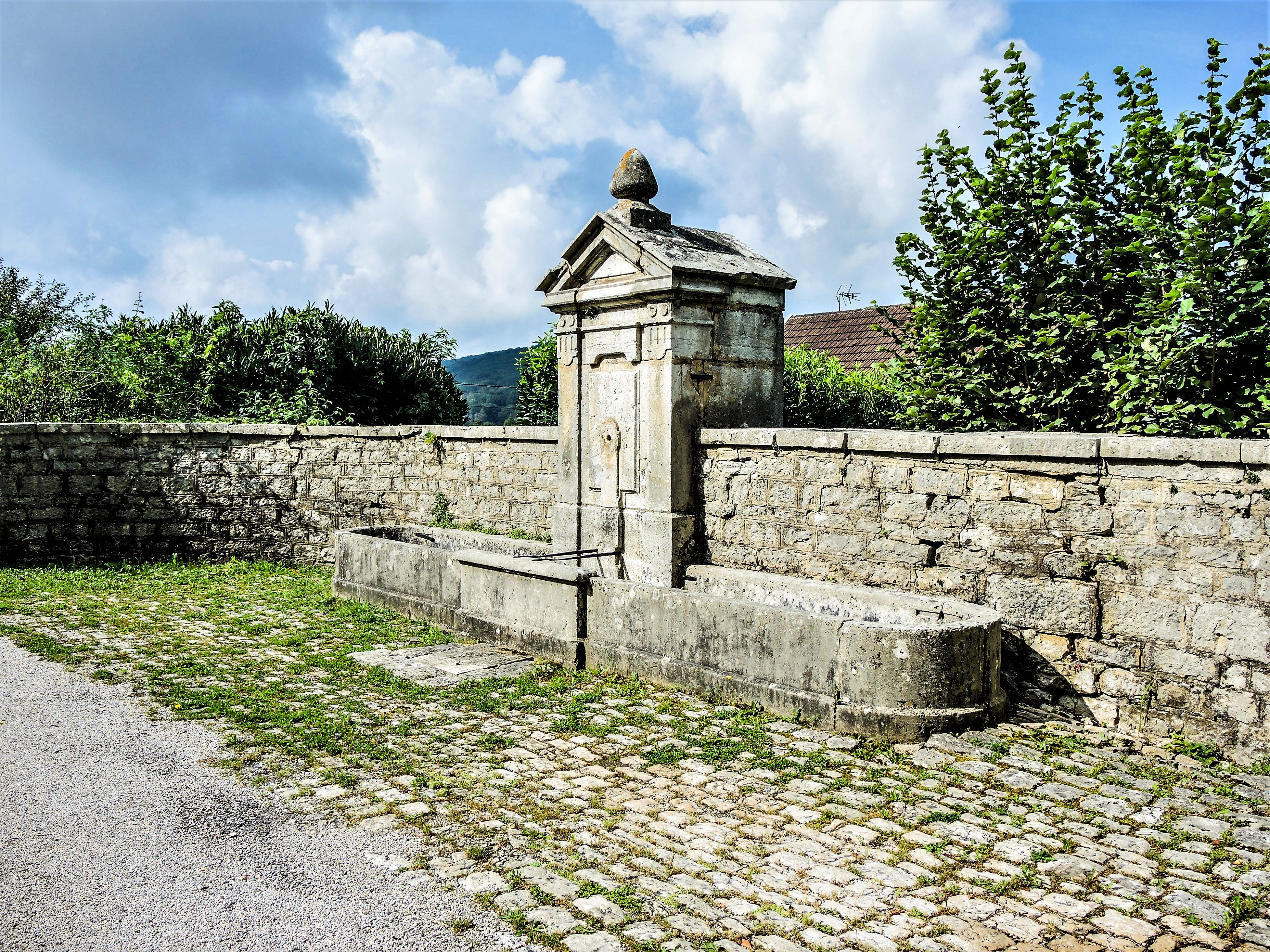
Fontaine, rue de la fontaine.
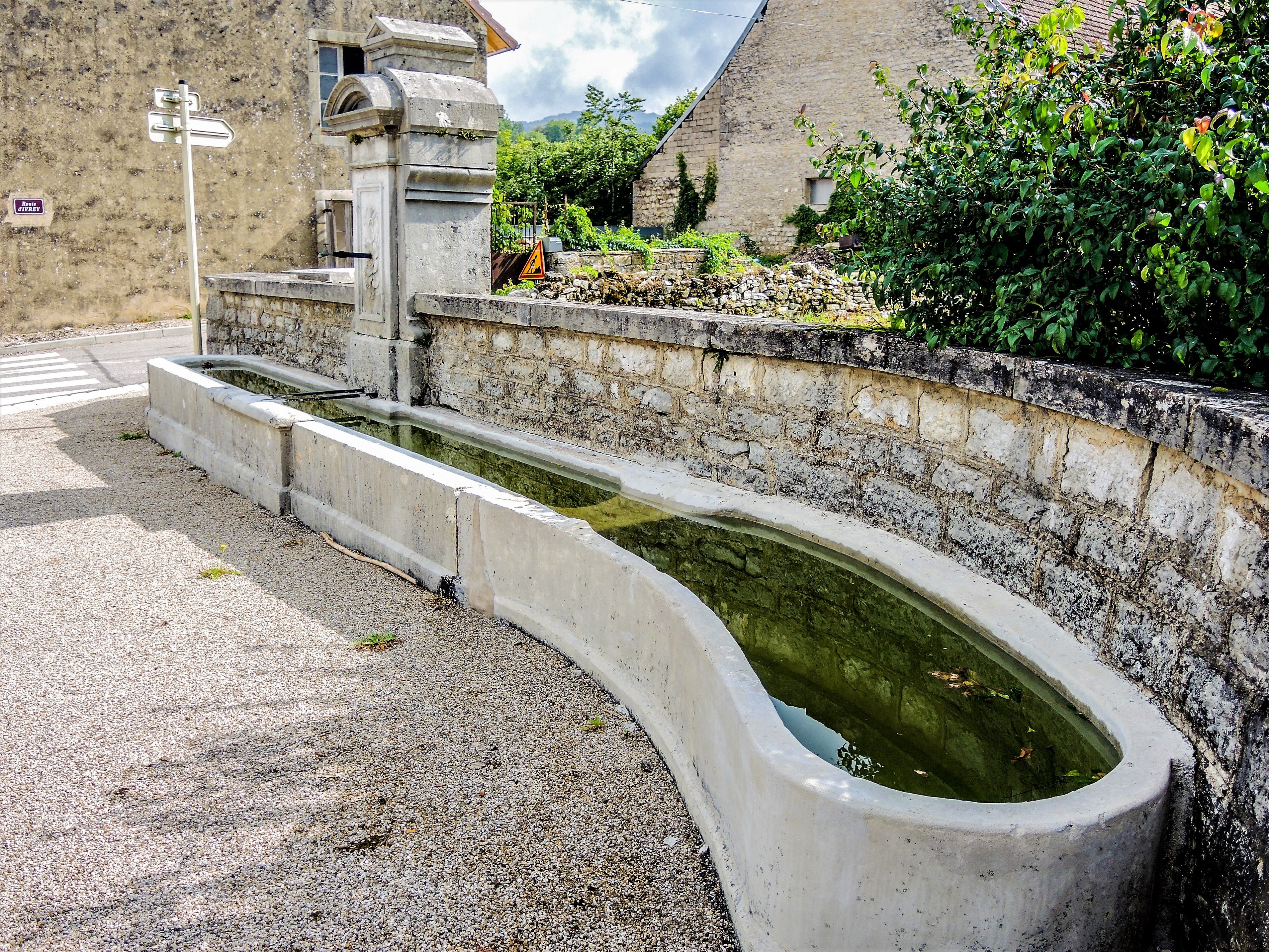
Fontaine, grande rue.
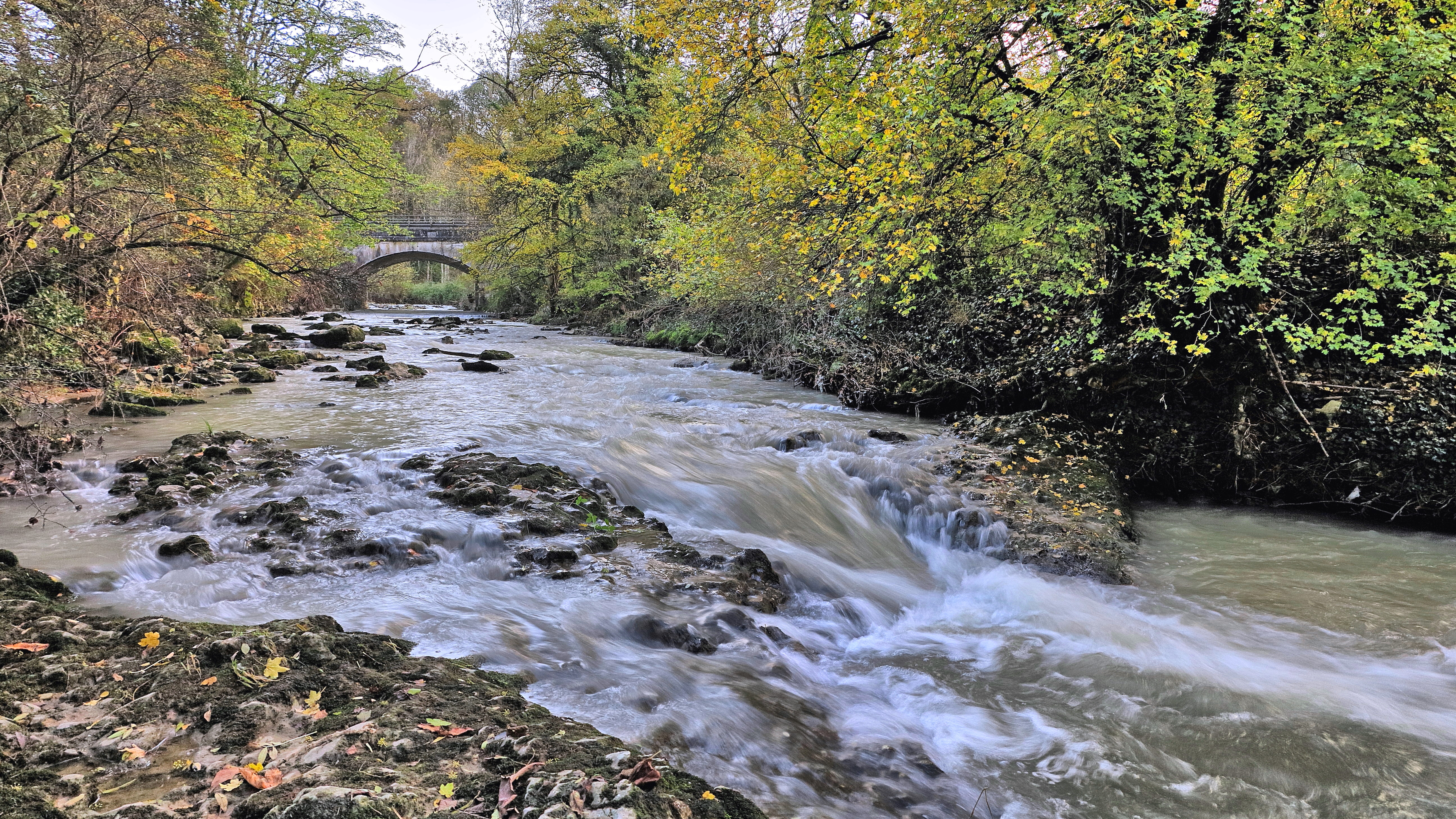
La Furieuse en aval du pont sur la D472.

- Manoir (XVIIe-XVIIIe s), enceinte (XVIe s), chapiteau (Xe s).
- Fontaines.
- La vallée de la Furieuse.

- Église Saint-Pierre.
- Manoir.
- Fontaine, rue de la fontaine.
- Fontaine, grande rue.
- La Furieuse en aval du pont sur la D472.

## Personnalités liées à la commune
- Pierre Billet (1925-1944), Résistant.